# Quítate las gafas
Quítate las gafas es el octavo álbum de estudio del cantautor español Melendi. Fue lanzado el 11 de noviembre de 2016. Este disco marcó un punto de inflexión en el estilo musical del cantante, pues en él deja de lado el rock para enfocarse en el pop comercial y la balada romántica.

## Concepto
En palabras del propio Melendi, Quítate las gafas «es un disco que para mí representa mucho más que un trabajo. He disfrutado y, sobre todo, he aprendido muchísimo en el proceso. Es un viaje interior que invita a reconocerse en lo abstracto, en un mundo en el que, si algo no se puede ver o tocar, simplemente no existe. Musicalmente sigue la línea de los dos anteriores».

## Recepción
El 23 de septiembre de 2016, lanzó el primer sencillo del álbum, «Desde que estamos juntos», en la cual traía aires cubanos, y que llegó a ser número 1 en ventas en iTunes. El 4 de noviembre de 2016 vio la luz el tercer sencillo «La casa no es igual» cuyo vídeo fue estrenado el 27 de enero de 2017.
El 11 de noviembre de 2016 se lanzó el segundo sencillo del álbum «Destino o casualidad». Una nueva versión de la canción en colaboración con el dúo estadounidenses Ha*Ash se publicó el 2 de junio de 2017. Esta nueva versión no formó parte de este disco, pero fue publicado por Melendi en el disco Yo me veo contigo (2017). La canción fue el tema más significativo del álbum, ya que consiguió el disco de platino en España y el disco de oro en México. Finalmente el 4 de diciembre del mismo año fue publicado el último sencillo «Yo me veo contigo».

## Lista de canciones
El álbum contiene los siguientes temas:

| N.º   | Título                                | Duración |  |
| 1.    | «Flores de agua y plomo»              | 4:11     |  |
| 2.    | «Destino o casualidad»                | 4:19     |  |
| 3.    | «Hijos del mal»                       | 4:03     |  |
| 4.    | «Desde que estamos juntos»            | 4:34     |  |
| 5.    | «La casa no es igual»                 | 3:33     |  |
| 6.    | «Mi mayor fortuna» (con ChocQuibTown) | 4:21     |  |
| 7.    | «Un amor tan grande»                  | 4:46     |  |
| 8.    | «Soy tu superhéroe»                   | 4:28     |  |
| 9.    | «Existen los ángeles»                 | 4:21     |  |
| 10.   | «Quítate las gafas»                   | 3:55     |  |
| 11.   | «Yo me veo contigo»                   | 4:53     |  |
| 47:24 |                                       |          |  |

## Gira
El 10 de noviembre de 2016. un día antes de lanzar el disco al mercado, el cantante anunció por Facebook las primeras fechas de la Gira Quítate las gafas.
| Fecha                    | Ciudad                                | País           | Recinto                                      |
| ------------------------ | ------------------------------------- | -------------- | -------------------------------------------- |
| 2 de febrero de 2017     | Guayaquil                             | Ecuador        | Centro de Convenciones                       |
| 4 de febrero de 2017     | Quito                                 | Ecuador        | Coliseo General Rumiñahui                    |
| 3 de marzo de 2017       | Houston                               | Estados Unidos | House of Blues                               |
| 4 de marzo de 2017       | Miami                                 | Estados Unidos | The Fillmore Miami Beach at Jackie Gleason   |
| 5 de marzo de 2017       | Los Ángeles                           | Estados Unidos | The Wiltern                                  |
| 11 de marzo de 2017      | Ciudad de México                      | México         | Pepsi Center                                 |
| 28 de marzo de 2017      | Ciudad de Panamá                      | Panamá         | Centro de Convenciones Megápolis             |
| 30 de marzo de 2017      | Bogotá                                | Colombia       | Royal Center                                 |
| 5 de abril de 2017       | Santiago de Chile                     | Chile          | Movistar Arena                               |
| 6 de mayo de 2017        | Murcia                                | España         | Cuartel de Artillería                        |
| 12 de mayo de 2017       | Santander                             | España         | Palacio de los Deportes de Santander         |
| 13 de mayo de 2017       | Bilbao                                | España         | Bilbao Arena                                 |
| 19 de mayo de 2017       | Madrid                                | España         | WiZink Center (Palacio de los Deportes)      |
| 20 de mayo de 2017       | Madrid                                | España         | WiZink Center (Palacio de los Deportes)      |
| 26 de mayo de 2017       | Barcelona                             | España         | Palau Sant Jordi                             |
| 2 de junio de 2017       | San Sebastián                         | España         | Illumbe                                      |
| 3 de junio de 2017       | Logroño                               | España         | Palacio de los Deportes de La Rioja          |
| 10 de junio de 2017      | Sevilla                               | España         | Auditorio Rocío Jurado                       |
| 17 de junio de 2017      | La Coruña                             | España         | Coliseum de la Coruña                        |
| 24 de junio de 2017      | Burlada (Navarra) - APLAZADO -        | España         | Campo de fútbol "Soto"                       |
| 26 de junio de 2017      | Torredonjimeno (Jaén)                 | España         | Campo de fútbol                              |
| 30 de junio de 2017      | Valencia                              | España         | Plaza de Toros de Valencia                   |
| 1 de julio de 2017       | Benidorm                              | España         | Plaza de Toros de Benidorm                   |
| 7 de julio de 2017       | Herencia (Ciudad Real)                | España         | Campo de fútbol municipal                    |
| 8 de julio de 2017       | El Puerto de Santa María              | España         | Real plaza de toros de El Pto. de Sta. María |
| 15 de julio de 2017      | Calviá (Mallorca)                     | España         | Recinto ferial El Molino                     |
| 22 de julio de 2017      | Tarragona                             | España         | Tarraco Arena Plaza                          |
| 1 de agosto de 2017      | Festival de Cap Roig                  | España         | Calella de Palafrugell                       |
| 4 de agosto de 2017      | San Cristóbal de la Laguna (Tenerife) | España         | Pabellón Santiago Martín                     |
| 5 de agosto de 2017      | Las Palmas de Gran Canaria            | España         | Gran Canaria Arena                           |
| 12 de agosto de 2017     | Algeciras                             | España         | Plaza de Toros Las Palomas                   |
| 18 de agosto de 2017     | Guijuelo (Salamanca)                  | España         | Recinto de espectáculos                      |
| 19 de agosto de 2017     | Punta Umbría (Huelva)                 | España         | Polideportivo Antonio Gil Hernández          |
| 26 de agosto de 2017     | Almería                               | España         | Recinto de Conciertos del Ferial             |
| 2 de septiembre de 2017  | Pamplona                              | España         | Pabellón Anaitasuna                          |
| 7 de septiembre de 2017  | Ponferrada                            | España         | Auditorio municipal                          |
| 8 de septiembre de 2017  | Don Benito (Badajoz)                  | España         | Recinto Arena (Polígono Cepansa)             |
| 9 de septiembre de 2017  | Córdoba                               | España         | Plaza de Toros Los Califas                   |
| 16 de septiembre de 2017 | Málaga                                | España         | Auditorio municipal Cortijo de Torres        |
| 23 de septiembre de 2017 | Lorca                                 | España         | Jardines de Lorca                            |
| 7 de octubre de 2017     | Gerona                                | España         | Pabellón municipal Girona-Fontajau           |
| 13 de octubre de 2017    | Zaragoza                              | España         | Aparcamiento Norte Expo                      |
| 20 de octubre de 2017    | Valladolid                            | España         | Pabellón polideportivo Pisuerga              |
| 21 de octubre de 2017    | Salamanca                             | España         | Multiusos Sánchez Paraíso                    |
| 3 de noviembre de 2017   | Ciudad de México                      | México         | Auditorio Nacional                           |
| 17 de noviembre de 2017  | Buenos Aires                          | Argentina      | Gran Rex                                     |
| 22 de diciembre de 2017  | Barcelona                             | España         | Palau Sant Jordi                             |
| 27 de diciembre de 2017  | Madrid                                | España         | WiZink Center (Palacio de los Deportes)      |